# Atlantiopa
Atlantiopa är en ort i Mexiko.   Den ligger i kommunen Zoquitlán och delstaten Puebla, i den sydöstra delen av landet, 260 km öster om huvudstaden Mexico City. Atlantiopa ligger 433 meter över havet och antalet invånare är 233.
Terrängen runt Atlantiopa är bergig västerut, men österut är den kuperad. Runt Atlantiopa är det ganska tätbefolkat, med 100 invånare per kvadratkilometer. Närmaste större samhälle är Huitzmaloc, 5,0 km väster om Atlantiopa. I omgivningarna runt Atlantiopa växer huvudsakligen savannskog.